# Łuniniec (stacja kolejowa)
Łuniniec (biał. Лунінец, ros. Лунинец) – stacja kolejowa w miejscowości Łuniniec, w rejonie łuninieckim, w obwodzie brzeskim, na Białorusi. Węzeł linii Wilno - Baranowicze - Równe oraz Homel - Łuniniec - Żabinka.
Stacja istniała przed II wojną światową.